# Nico (piosenkarka)
Nico, właśc. Christa Päffgen (ur. 16 października 1938 w Kolonii, zm. 18 lipca 1988 na Ibizie) – niemiecka modelka, aktorka, piosenkarka, jedna z muz Andy’ego Warhola. Zasłynęła jako wokalistka The Velvet Underground, którego to zespołu altowiolista i współzałożyciel John Cale znacząco ukształtował jej dorobek muzyczny jako producent muzyczny, instrumentalista, kompozytor i autor śpiewanych przez nią piosenek i tekstów.

## Życiorys
Ojciec Nico zginął w obozie koncentracyjnym. Szkołę porzuciła w wieku 13 lat. W następnym roku zaczęła pracować jako modelka. Po jakimś czasie wyjechała na Ibizę, następnie do Paryża, by wreszcie trafić do Nowego Jorku. Tam uczyła się aktorstwa u Lee Strasberga. Była na tym samym roku nauki, co Marilyn Monroe. W 1960 zagrała epizodyczną rolę w Słodkim życiu (La Dolce Vita, 1960) Federico Felliniego. Jej kariera piosenkarki zaczęła się u boku Andy’ego Warhola i grupy The Velvet Underground. Album The Velvet Underground & Nico zaliczony został do najlepszych albumów wszech czasów magazynu „Rolling Stone”.
Była muzą artystów, takich jak: Andy Warhol, Jimmy Page, Bob Dylan, Lou Reed, Jackson Browne i Iggy Pop oraz John Cale, który najwięcej współpracował z nią muzycznie.
W 1967 roku poznała Jima Morrisona, który namówił ją do kontynuowania śpiewania. Przez jakiś czas byli kochankami. Dla niego przefarbowała włosy na rudo. Po śmierci Morrisona nagrała swoją wersję utworu „The End”.
Miała syna, Christiana Aarona Boulogne’a, ze związku z Alainem Delonem, który nie uznał go jako syna. Chłopca widywała rzadko, raz nawet nie widzieli się przez trzy lata.
W latach 70. wyjechała do Paryża. Do wczesnych lat 80. wydała tylko dwa albumy. W tym okresie pogrążała się w nałogu heroinowym. W latach 80. od tego narkotyku uzależnił się również jej syn, który doprowadził się do takiego stanu, że był podtrzymywany przy życiu przez maszynę. Dźwięk tej maszyny Nico nagrała i umieściła na jednym ze swoich albumów.
Zmarła na Ibizie przez wypadek podczas jazdy na rowerze. Lekarze początkowo myśleli, że przeszła atak serca, bezpośrednią przyczyną śmierci był jednak krwotok śródmózgowy. Prochy Nico zostały złożone w grobie jej matki, na cmentarzu Grunewald-Forst w Berlinie.

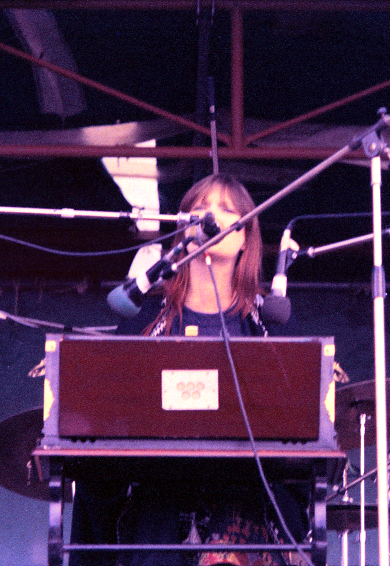
Nico, 1974

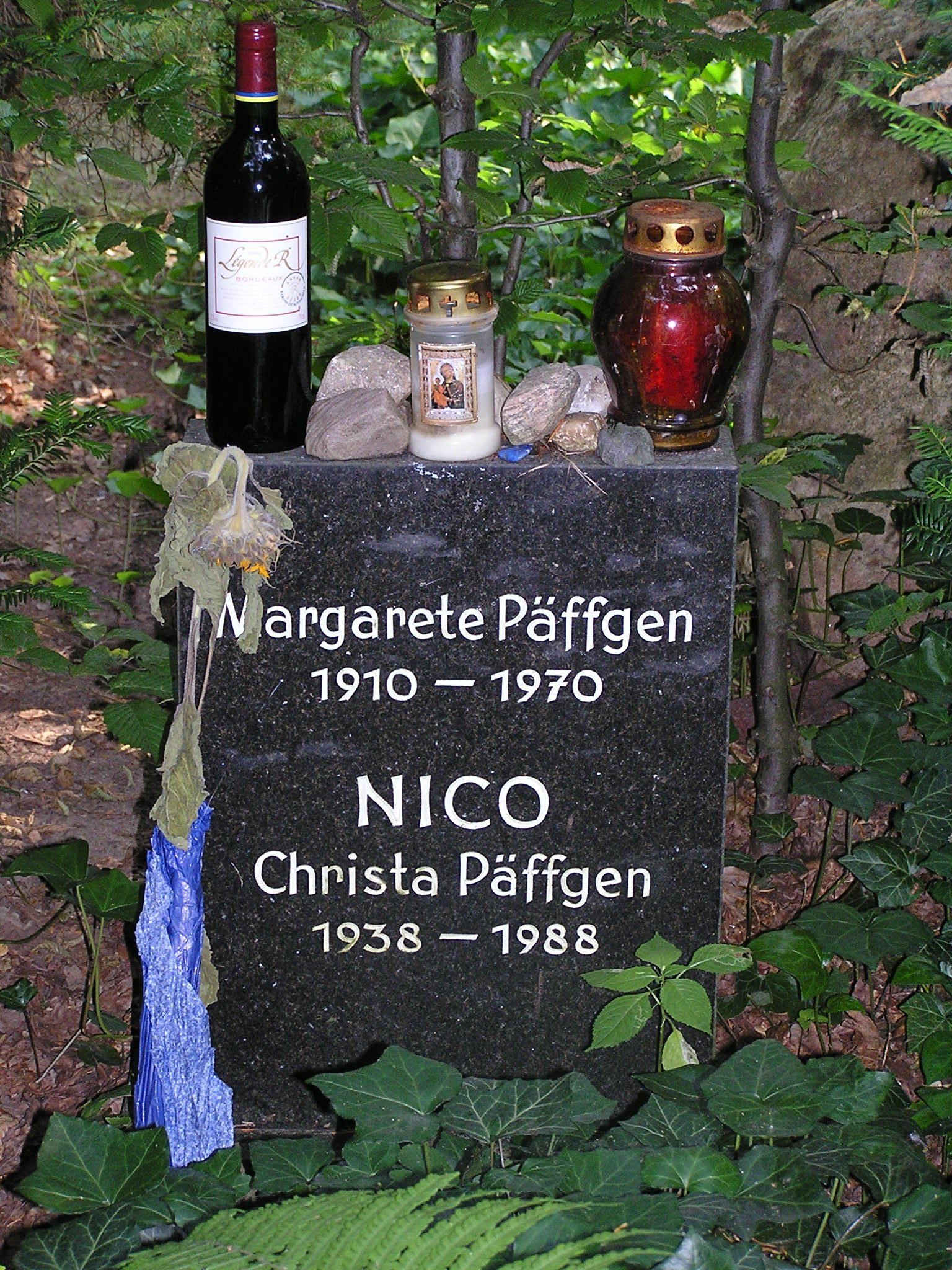
Nagrobek Nico i jej matki na cmentarzu Grunewald-Forst w Berlinie

## Dyskografia

### Albumy studyjne
- Chelsea Girl (1967)
- The Marble Index (1969)
- Desertshore (1970)
- The End... (1974)
- Drama of Exile (1981)
- The Drama of Exile (1983)
- Camera Obscura (1985)

### Z Velvet Underground
- The Velvet Underground & Nico (1967)

### Albumy koncertowe
- June 1, 1974 (1974)
- Do or Die: Nico in Europe (1982)
- Nico Live in Pécs (1985)
- Behind the Iron Curtain (1986)
- Nico in Tokyo (1987)
- Fata Morgana (Nico's Last Concert) (1988)
- Hanging Gardens (1989)
- Heroine (1994)
- Chelsea Girl / Live (1997)
- Femme Fatale: The Aura Anthology (2003)
- All Tomorrow's Parties (2007)

### Albumy kompilacyjne
- Live Heroes (1986)
- Nico: The Classic Years (1998)
- Innocent & Vain – An Introduction to Nico (2002)
- Femme Fatale – The Aura Anthology (2003) – reedycja Drama of Exile z bonusami + Live at Chelsea Town Hall 9.8.85
- The Frozen Borderline – 1968–1970 (2007) – reedycja The Marble Index i Desertshore z bonusami

### Single
- "I'm Not Sayin'" / "The Last Mile" (1965)
- "Vegas" / "Saeta" (1981)
- "Procession" / "All Tomorrow's Parties" (1982)
- "Heroes" / "One More Chance" (1983)
- "My Funny Valentine" / "My Heart Is Empty" (1985)